# Rolf Peter Gottfried Schulze
Rolf Peter Gottfried Schulze (* 29. Juni 1953 in Karlsruhe) ist ein deutscher Diplomat und war zuletzt von September 2015 bis August 2019 Botschafter in Chile.

## Biografie
Nach dem Abitur in Karlsruhe 1972 studierte er zwischen 1973 und 1979 Klassische Philologie und Sprachwissenschaft an der Universität Paris, der Universität Trier, der Universität Freiburg sowie der University of Cambridge. Nach der Ablegung der Lehramtsprüfung 1979 trat er 1980 in den Diplomatischen Dienst ein.
Nach Beendigung des Vorbereitungsdienstes 1982 wurde er zunächst Referent im Pressereferat an der Botschaft in Trinidad und Tobago sowie im Anschluss zwischen 1985 und 1989 im Politikreferat an der Botschaft in Japan. Danach kehrte er in die Zentrale des Auswärtigen Amtes zurück und war dort Referent in der Politischen Abteilung. Anschließend war er von 1992 bis 1995 Leiter des Pressereferats an der Botschaft in Spanien.
Nach einer Tätigkeit als Stellvertretender Referatsleiter für Gesamteuropäische politische Strukturen, OSZE und den Mittelmeerraum in der Politischen Abteilung des Auswärtigen Amtes von 1995 bis 1999 war er zwischen 1999 und 2003 als Leiter der Politischen Abteilung an der Botschaft in der Volksrepublik China tätig. Nach seiner Rückkehr nach Deutschland war er von 2003 bis 2007 Referatsleiter für den Südkaukasus und Zentralasien in der Politischen Abteilung (Referat 207) und damit für die Länder Armenien, Aserbaidschan, Georgien, Turkmenistan, Usbekistan, Kasachstan, Tadschikistan sowie Kirgisistan zuständig. Von August 2007 bis August 2011 war er bis zu seiner Ablösung durch Claus Wunderlich Botschafter in Vietnam und anschließend bis 2015 Botschafter in Thailand.
Im September 2015 wurde Schulze als Nachfolger des in den Ruhestand getretenen Hans Henning Blomeyer-Bartenstein Botschafter in Chile. Er übergab dieses Amt im August 2019 an Christian Hellbach.
Im Oktober 2021 wurde Schulze zum Vorstand der Deutsch-Vietnamesischen Gesellschaft e.V. gewählt. Seit September 2023 ist Botschafter a. D. Schulze als Beirat für die Asienbrücke e.V. tätig.